# Orden vom Quetzal

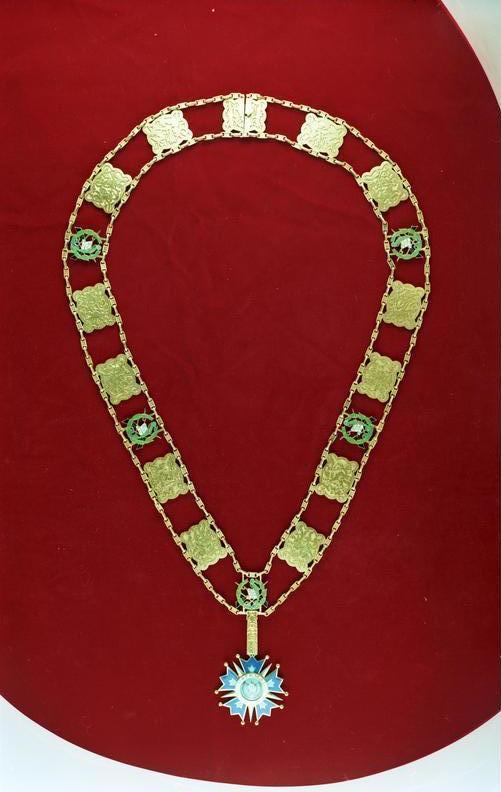
Collane

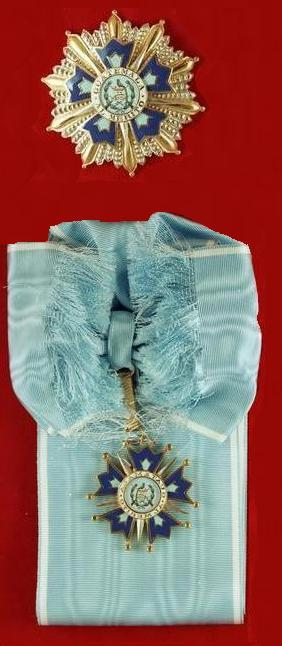
Großkreuz

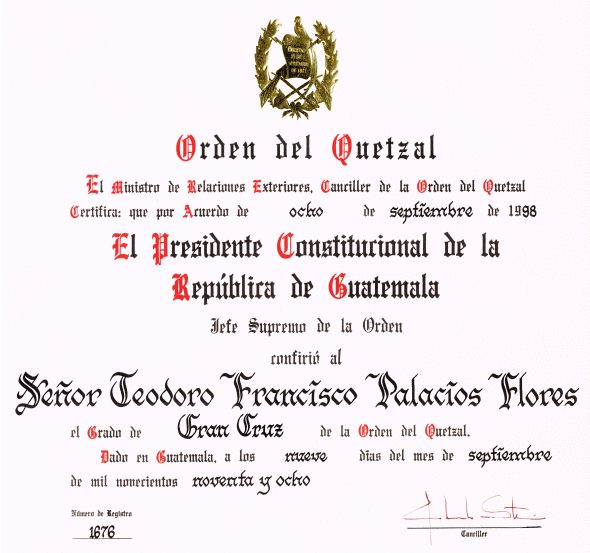
Verleihungsurkunde

Der Orden vom Quetzal (es. Orden del Quetzal) wurde am 26. März 1935 per Dekret durch den Präsidenten der Republik Guatemala Jorge Ubico Castañeda gestiftet. Er ist die höchste Auszeichnung des Landes und nach dem Vogel Quetzal benannt, der zu Zeiten der Maya ein Zeichen königlicher Würde war. Der Name wurde auch deswegen gewählt, weil das Tier nicht in Gefangenschaft gehalten werden kann und somit als Symbol der Freiheit gilt. 

## Ordensklassen
Der Orden hatte bis 1951 lediglich drei Klassen:
- Großkreuz
- Großoffizier
- Offizier

Heute besteht der Orden internationalen Gepflogenheiten entsprechend aus sechs Klassen:
- Collane
- Großkreuz
- Großoffizier
- Kommandeur
- Offizier
- Ritter

## Ordensdekoration
Das Ordenskreuz hat einen Durchmesser von 50 mm und ist fünfarmig. Jeder der nach außen breiter werdenden goldenen Arme ist schwalbenschwanzförmig und endet mit je zwei kleinen Kugeln. Zwischen den Armen sitzt je ein kurzer lanzenförmiger silberner Strahl. Das Kreuz ist in der Mitte hellblau emailliert und von einem silbernen Ring mit der Aufschrift GUATEMALA AL MERITO (Guatemala dem Verdienst) umschlossen. Das Mittelfeld des Medaillons zeigt das Hoheitszeichen von Guatemala, dem auf der Papierrolle sitzendem Quetzal. Die Papierrolle trägt das Datum 1871, den nationalen Unabhängigkeitstag. Dahinter sind zwei Gewehre sowie darunter zwei gekreuzte Säbel erkennbar. Umschlossen wird diese Symbolik von einem grünen Lorbeerkranz. Der Quetzal ist grün und rot emailliert.

## Trageweise
Das Kreuz hängt an einem hellblauen Bande mit schmalen weißen Seitenstreifen. Der Bruststern, welcher an linken Brustseite getragen wird, hat dasselbe Mittelstück mit dem darauf sitzenden Quetzal, aber mit goldenem Schriftring. An die Stelle des Kreuzes tritt eine Sonne mit 32 Strahlen deren Durchmesser 90 mm beträgt. Von den Strahlen sind 16 golden und 16 silbern. Großoffiziere tragen nur diesen Bruststern, die Inhaber des Großkreuzes außerdem ein breites Schulterband in hellblauer Ausführung, an der das beschriebene Kreuz hängt von der rechten Schulter zur linken Hüfte hin.